# Lochtenberg
Lochtenberg is een wijk van de tot de Antwerpse gemeente Brecht behorende plaats Sint-Job-in-'t-Goor. De wijk ligt ten noorden van het Kanaal Dessel-Turnhout-Schoten.
In de wijk ligt een parochiekerk en wel de Onze-Lieve-Vrouw-van-Lourdeskerk, gelegen aan het Lochtenbergplein 1. Dit is een modernistisch kerkgebouw met een klok tussen twee betonen pijlers.